# Callipogon
Callipogon è un genere di coleotteri appartenenti alla famiglia dei Cerambicidi (sottofamiglia Prioninae, tribù Callipogonini).

## Denominazioni
- Il genere Callipogon è stato descritto dall'entomologo francese Jean Guillaume Audinet-Serville nel 1832[1].
- La specie-tipo è Callipogon barbatus (Fabricius, 1781)

## Tassonomia
Il genere si compone di 6 sottogeneri:
- Callipogon (Callipogon) (Serville, 1832)

Callipogon barbatus (Fabricius, 1781)
Callipogon beckeri (Lameere, 1904)
Callipogon lemoinei (Reiche, 1840)
Callipogon senex (Dupont, 1832)
- Callipogon (Callomegas) (Lameere, 1904)

Callipogon proletarius (Lameere, 1904)
Callipogon sericeus (Olivier, 1795)
- Callipogon (Dendroblaptus) (Chevrolat, 1864)

Callipogon barbiflavus (Chevrolat, 1864)
- Callipogon (Eoxenus) (Semenov, 1899)

Callipogon relictus (Semenov, 1899)
- Callipogon (Orthomegas) (Serville, 1832)

Callipogon cinnamomeus (Linnaeus, 1758)
Callipogon fragosoi (Bleuzen, 1993)
Callipogon frischeiseni (Lackerbeck, 1998)
Callipogon haxairei (Bleuzen, 1993)
Callipogon irroratus( Lameere, 1915)
Callipogon jaspideus (Buquet, 1844)
Callipogon marechali (Bleuzen, 1993)
 Callipogon monnei (Bleuzen, 1993)
Callipogon pehlkei (Lameere, 1904)
Callipogon similis (Gahan, 1894)
- Callipogon (Spiloprionus) (Aurivillius, 1897)

Callipogon sericeomaculatus (Aurivillius, 1897)